# Charles Zwolsman Jr.
Charles Zwolsman Jr. (ur. 15 czerwca 1979 w Lelystad) – holenderski kierowca wyścigowy.

## Kariera
Zwolsman rozpoczął karierę w wyścigach samochodowych w roku 1990, od startów w World Sports-Prototype Championship oraz w 24h Le Mans (klasa C2). W żadnej z tych serii nie był jednak klasyfikowany. W późniejszych latach startował także w Sportscar World Championship, Festiwalu Formuły Ford, Niemieckiej Formule Ford 1800, Francuskiej Formule Renault, Europejskim Pucharze Formuły Renault 2000, Niemieckiej Formule Renault, Niemieckiej Formule 3, Masters of Formula 3, Formule 3 Euro Series, Champ Car, Toyota Atlantic Championship oraz w Le Mans Series (klasa LMP1).
W Formule 3 Euro Series startował w latach 2003-2004. W sezonie 2033 z niemiecką ekipą Team Kolles uzbierał siedem punktów. Dało mu to 19. miejsce. Rok później jeżdżąc w zespole Manor Motorsport stanął raz na podium. Dorobek 9 punktów uplasował go na szesnastej pozycji w klasyfikacji końcowej.